# Пушкарёв, Константин Иванович
Константи́н Ива́нович Пушкарёв (24 апреля 1915 — 31 июля 1938) — военнослужащий РККА, танкист, участник боёв у озера Хасан 1938 года. Герой Советского Союза (1938, посмертно).

## Биография
Константин Пушкарёв родился 24 апреля (7 мая по новому стилю) 1915 года в посёлке Сенгилей (ныне город в Ульяновской области Российской Федерации) в семье рабочего. По национальности — русский. Имел неполное среднее образование. Работал машинистом на мельнице, затем механиком Ульяновской МТС, слесарем в колхозе «Красная Вышка».
Был призван в ряды Красной Армии в 1936 году. В июле 1938 года Пушкарёв участвовал в боях в районе озера Хасан в качестве механика-водителя танка 118-го стрелкового полка (40-я стрелковая дивизия, 1-я Приморская армия, Дальневосточный Краснознамённый фронт). В ходе боёв он смело и решительно водил танк в атаку и в один из напряжённых боевых дней, преодолев препятствия, успешно подавил несколько вражеских орудий и уничтожил несколько пулемётных точек.
31 июля 1938 года, на третий день боёв, его танк был подбит. Экипаж сражался до последнего, продолжая вести огонь по противнику, несмотря на повреждение танка. Тогда японские солдаты окружили советскую боевую машину, облили её бензином и подожгли. Весь экипаж погиб, сгорев заживо.
25 октября 1938 года указом Президиума Верховного Совета СССР за героизм и мужество, проявленные в боях с японскими милитаристами, младшему комвзводу Константину Ивановичу Пушкарёву было посмертно присвоено звание Героя Советского Союза. Этим же указом высшая степень отличия СССР была присвоена и другим членам геройского экипажа — командиру танка Г. С. Корневу и заряжающему орудие Г. Я. Колесникову.

## Награды
- Герой Советского Союза (посмертно), с вручением ордена Ленина (25 октября 1938 года).

## Память
- На родине Пушкарёва в городе Сенгилее Ульяновской области установлен его бюст.
- В Ульяновске именем Героя Советского Союза Константина Пушкарёва названа улица.